# 6317 Dreyfus
6317 Dreyfus este o planetă minoră (asteroid), cu un diametru de 5,64 km, din centura de asteroizi. A fost descoperită pe 16 octombrie 1990 la Observatorul La Silla de Eric Walter Elst și a fost numită după Alfred Dreyfus. 
Obiectul prezintă o orbită caracterizată de o semiaxă mare de 2,2422686 UAi, o excentricitate de 0,06, o înclinație de 5,83534 ° în raport cu ecliptica.